# 切韻
《切韻》是中國可見的最早的韻书，有「韻書之首」之稱。現已無法看到原貌，因此一般是指敦煌出土的唐人傳抄的《切韻》和故宮博物院館藏《刊謬補缺切韻》。後世的韻書，如唐《唐韻》和宋《廣韻》，都直接或間接受其影響。

## 切韻其書

### 源起和成書
隋文帝開皇（公元581至600年）年间，由陸法言集當時八名文人（劉臻、顏之推、盧思道、李若、蕭該、辛德源、薛道衡、魏彥淵）於家聚會時討論商定，並於仁壽元年（公元601年）成《切韻》。
全书以韵目为纲，共分195韵；韵又按声（参见四声）归平、上、去、入四部分。同韵的字又以声类、等呼排序。同音字全归在一起。每一音前标以圆圈（稱為韻紐），头一字下以反切注音。每字均有释义。
據陆法言《切韻序》所说切韻之目的不在於「詩家承譜」，而是放眼「範式方音」和「廣文路」、「賞知音」，即是建立可以廣泛應用的音韻規範。他還指出，不單止當時各地的流傳俗音有好大分別，就連歷代韻書都對南北雅音有所取捨，所以非常需要如此韻書。

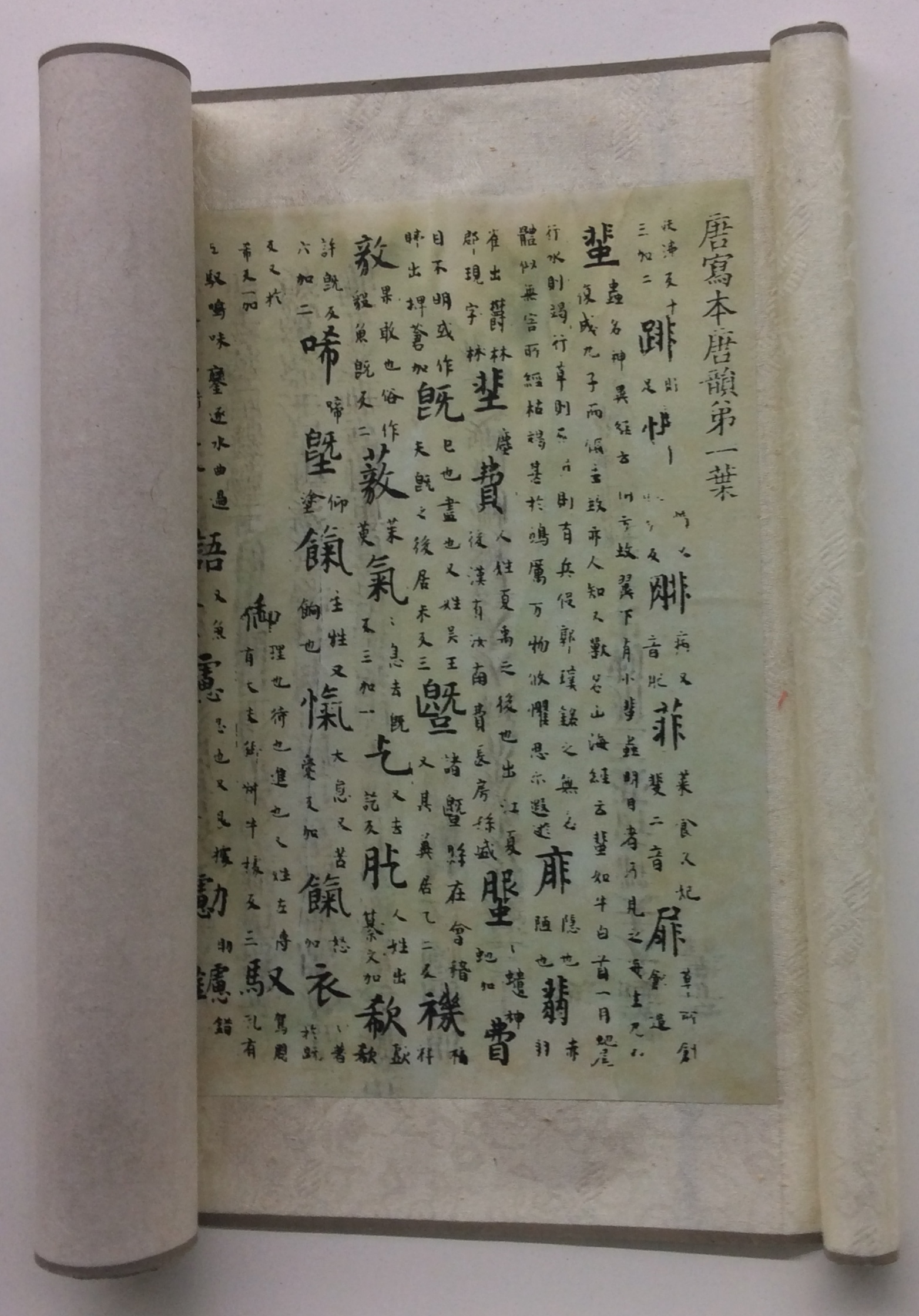
中华字典博物馆展《唐韵》摘录

这些学者其实没有一位是长安人—5名来自北方，3名来自南方。:25:37不过，韵书的编写工作实际上大都由陆法言一人完成，是综合数部早已佚失的早期韵书而成。:89–90
唐朝迎来中国古诗发展的顶峰，《切韵》随之成为文学作品读音的权威来源，并产生许多修订本、增补本。長孫訥言于677年作注，王仁煦于706年写成修订本《刊謬補缺切韻》，孫愐于751年校勘为《唐韻》，宋朝官修扩充本《广韵》和《集韵》幸存至今。:38–39尽管大多数唐代编校本目前已经散佚，敦煌文献和吐鲁番手稿仍能发现一些早期残卷。:38–39:35–37
《切韵》反映了引入佛教后受到印度语言学传统启发，音韵意识提高。:168
9世纪初呉彩鸞抄写的《刊謬補缺切韻》轰动一时。:333唐朝《切韵》诸抄本中，其中一份由宋徽宗获得，直到1926年都收藏在宫廷图书馆中，当时溥仪从天津迁往长春。1945年日本投降后辗转到长春书商手中，1947年两名学者于北京琉璃厂书市中发现了它。:299–300
对这份几乎完整的残卷的研究见董同龢（1948，1952）和李荣（1956）。:39

### 對比和批評
其系统保留在其增订本《广韻》中流传至今，《廣韻》也收錄了切韻序一章。近世也陆续有该书的残本出土，得以与《广韻》相印证。
而也正因為陸氏追求的是「辨析毫釐，分別黍累」，所以也常在此處被人指摘。關於古今學者對《切韻》（廣義指以切韻為基礎的一系列韻書，包括《廣韻》等）一般有三派批評：
“因论南北是非，古今通塞，欲更捃选精切，除削疏缓，萧颜多所决定。” 依《切韻序》所敘，《切韻》依據劉臻等八人討論出《切韻》，按陈寅恪查實其中刘臻、颜之推、萧该皆在金陵长大，魏彥渊、李若、辛德源、薛道衡四人在邺下(河南省安阳市和河北省临漳县)长大，卢思道十五岁入邺下，無一人世居長安。
学界普遍认同，《切韻》反映了当时汉语的语音。这语音系统完整保存在后来的《广韻》，甚而《集韻》等书中。因此将依据后两者復原出来的语音系统称为“切韻音”，作为中古汉语的代表。
《切韻》开创了韻书修撰的体例，从隋唐至近代一直沿用不废。而其归纳的语音体系，经《唐韻》、《廣韻》、《集韻》等等一脉相承的增补，成為了一係系統，直到《中原音韻》時代才打破。:4

## 切韻音系聲母
|      | 全清 | 次清 | 全濁 | 次濁 | 全清 | 全濁 |
| ---- | ---- | ---- | ---- | ---- | ---- | ---- |
| 唇音 | 幫   | 滂   |      | 明   |      |      |
| 舌音 | 端   | 透   | 定   | 泥   |      |      |
| 舌音 | 知   | 徹   | 澄   | 娘   |      |      |
| 舌音 |      |      | 來   |      |      |      |
| 齿音 | 精   | 清   | 從   |      | 心   | 邪   |
| 齿音 | 莊   | 初   | 崇   |      | 生   | 俟   |
| 齿音 | 章   | 昌   | 常   | 日   | 書   | 船   |
| 牙音 | 見   | 溪   | 羣   | 疑   |      |      |
| 喉音 | 影   |      |      | 、以 | 曉   | 匣   |

## 切韵系韵书
《切韵》是实用书，陆续有修订、增补本，因此传世《切韵》原本散佚，但基于它的各式改订本却留存了下来。这些改订本统称为切韻系韻書。
基于現存的切韻系諸本和他書中的引用，上田正、李永富等复原了一部分切韵原文。
据《唐五代韻書集存》，主要的改订本有：

### 長孫訥言箋注本切韻
長孫訥言作增字、箋注本。序言作于儀鳳2年（677）。敦煌残卷中有片段。一般简称《笺注本切韻》。

### 王仁昫刊謬補欠切韻
王仁昫作改訂本。成书年有争议，唐蘭认为是神龙2年（706），周祖謨则认为是中宗復辟后国号改回唐的时期（706-710）:483-493。二战后发现了完本，敦煌残卷中也有片段。
大幅增加了收字，上、去声各增一韻，共计195韻。简称《王韻》。

### 裴務齐正字本刊謬補欠切韻
王仁昫《刊謬補欠切韻》的改訂版，变更很大。成書年代不明。清宫廷藏本缺上声一部。

### 唐韻
成书年代有開元21年（733）、天宝10載（751）两说，孫愐作改訂本。敦煌残卷与蒋斧旧藏残卷中均有。

### 五代切韻系韻書
宣韻（仙韻合口）独立，审韵详细。敦煌、吐鲁番残卷中有片段。

### 广韵
陳彭年撰、于大中祥符元年（1008）刊行，正式名称《大宋重修广韻》。区分《切韵》的几韵，共计206韻。整体音韵体系与《切韵》相比基本无变化。
清代顧炎武重新发现后，迅速重新变得流行，在完本《王韵》发现前一直都是切韵系韵书的表表者。

## 外部連結
- 《切韵》的主要版本, Marjorie Chan's webpage version of Baxter's (1992: 39) table
- Cite for looking up characters in Middle Chinese
- 《切韻》音系自動推導器 （页面存档备份，存于）